# Rafetus
Rafetus es un género de tortugas de caparazón blando de la familia Trionychidae.

## Especies
- Rafetus euphraticus - tortuga de caparazón blando del Éufrates.
- Rafetus swinhoei - tortuga de caparazón blando de Shanghái.
- Rafetus leloi - tortuga de Hoan Kiem; se considera una sinonimia de Rafetus swinhoei.[1]

## Estado de conservación
Están enormemente amenazadas (en peligro crítico).